# Первая осада Бадахоса (1811)

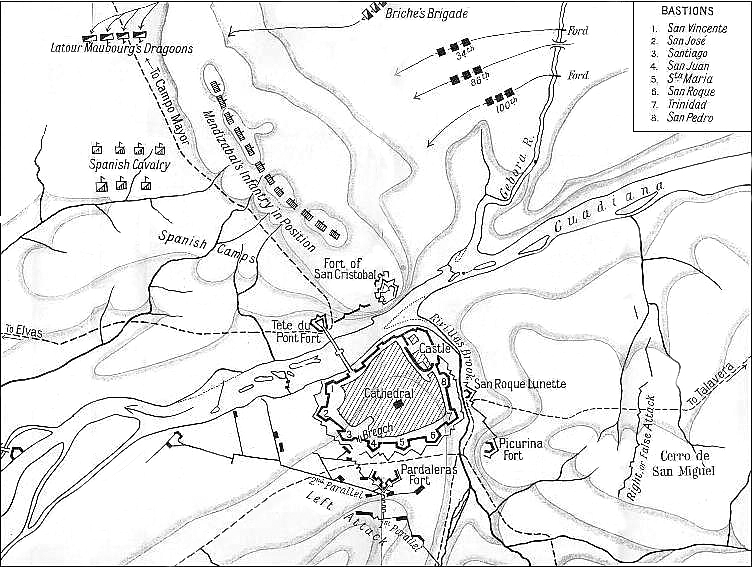
Карта битвы при Геборе и первой осады Бадахоса

Первая осада Бадахоса — осада испанского города Бадахоса французским маршалом Сультом во время Пиренейских войн.
Осада началось 27 января 1811 года, несмотря на то, что пехотная дивизия Газана из 6 тысяч человек, сопровождающая осадный поезд, прибыла только 3 февраля. За день до осады Сульт послал шесть кавалерийских эскадронов генерала Латур-Мобура через Гвадиану, чтобы блокировать северный подход к крепости.

## Перед осадой
Чтобы отвлечь часть союзных войск от Массены и линий Торрес-Ведрас, Сульт провёл войско из 20 тыс. человек в Эстремадуру для захвата испанской крепости в Бадахосе.
Разделив свою армию на две части, он двинулся в Эстремадуру через два главных перевала, ведущих из Андалусии в долину Гвадианы, намереваясь воссоединиться в Альмендралехо. Хотя 3 января 1811 года колонна под командованием Латур-Мобура столкнулись с испанской и португальской кавалерией численностью в 2,5 тыс. всадников около Усагре, это была лишь ширма, прикрывающая отступление испанской пехотной дивизии под командованием генерала Мендисабаля за Гвадиану. Поэтому Латур-Мобур смог занять свою позицию около Альмендралехо и дождаться прибытия второй французской колонны Сульта.

### Осада Оливенсы
Сульт не мог осадить имеющимися у него войсками столь сильную крепость, как Бадахос, и поэтому изменил свои планы. Отправив свою лёгкую кавалерию под командованием бригадного генерала Андре Бриша на захват Мериды и оставив четыре эскадрона драгунов в Ла-Альбуэре для наблюдения за гарнизоном в Бадахосе, он отправился с остальной частью своей армии, чтобы блокировать Оливенсу. Ранее Веллингтон посоветовал генералу Педро Каро де ла Романе, командующему испанской армией Эстремадуры, либо разрушить укрепление в Оливенсе, либо восстановить его и полностью укомплектовать войсками; Романа, в свою очередь, приказал Мендисабалю разрушить крепость, но тот проигнорировал приказ, и вместо этого усилил гарнизон четырьмя пехотными батальонами. Поэтому Сульт, прибывший 11 января, обнаружил, что крепость, хотя и защищается гарнизоном, мало пригодна для обороны. Тяжёлая французская артиллерия, наконец, начала прибывать 19 января, и к 22 января плохо отремонтированная брешь в стене крепости была вновь пробита. Гарнизон сдался 23 января, и более 4 тыс. испанских солдат из армии Эстремадуры были взяты в плен.
Сульт оказался теперь в затруднительном положении: хотя у него был большой (4 тыс. человек) конный контингент, отправка двух батальонов для сопровождения заключённых, захваченных в Оливенсе, обратно в удерживаемую французами Севилью, оставляло ему для продолжения кампании всего 5,5 тыс. пехотинцев. Более того, хотя его осадный обоз начал прибывать, отсутствие пехотной дивизии Газана сильно ослабило его армию. Несмотря на эти проблемы, Сульт решил осадить Бадахос в надежде, что Веллингтон отправит туда подкрепление и тем самым сократит силы союзников, противостоящие Массена на линии Торрес-Ведрас.